# فاليري سولاناس
فاليري جين سولاناس (بالإنجليزية: Valerie Solanas) (9 أبريل 1936 -25 أبريل 1988) نسوية أميركية راديكالية، ومؤلفة اشتهرت بكتابة بيان سكام، الذي نشرته بنفسها في عام 1967، وحاولت قتل آندي وارهول في عام 1968.
كانت طفولة سولاناس مضطربة. قالت إن والدها اعتدى عليها جنسيًا بانتظام، وكانت علاقتها مع والدتها وزوج والدتها بعد طلاق والديها متقلبةً. أرسِلت للعيش مع جديها ولكنها هربت بعد تعرضها للإساءة الجسدية من قبل جدها السكير. أفصحت سولاناس عن ميولها المثلية في خمسينيات القرن العشرين. بعد تخرجها بشهادة في علم النفس من جامعة ميريلاند، كوليج بارك، انتقلت سولاناس إلى بيركلي، كاليفورنيا، وهناك بدأت في كتابة عملها الأبرز، بيان سكام، الذي حث النساء على «الإطاحة بالحكومة، وإلغاء نظام المال، وإنشاء أتمتة كاملة، والقضاء على الجنس الذكوري».
انتقلت سولاناس إلى مدينة نيويورك في منتصف ستينيات القرن العشرين. التقت بفنان البوب آندي وارهول وطلبت منه إنتاج مسرحيتها داخل مؤخرتك. أعطته نصها، واتهمته فيما بعد أنه سرقه أو أضاعه. بعد أن طالبت سولاناس بتعويض مالي عن النص المفقود، أعطاها وارهول دورًا لتؤديه في فيلمه، آي، مان، ودفع لها 25 دولارًا. بدأت سولاناس النشر الذاتي لكتابها بيان سكام في عام 1967.عرض موريس غيرودياس، مالك دار نشر أولمبيا برس، نشر كتابات سولاناس المستقبلية، وفهمت أن العقد معناه أن غيرودياس امتلك كتاباتها. اشترت سولاناس مسدسًا في أوائل عام 1968، اقتناعًا منها أن غيرودياس ووارهول تآمرا لسرقة عملها.
ذهبت إلى فاكتوري (استديو) في 3 يونيو 1968، وهناك وجدت وارهول. أطلقت النار على وارهول ثلاث مرات، أضاعت أول طلقتين والثالثة أصابت وارهول. أطلقت النار أيضًا على الناقد الفني ماريو أمايا وحاولت إطلاق النار على مدير وارهول، فريد هيوز، مسددة مسدسها نحوه، لكنه علق. ثم سلمت سولاناس نفسها للشرطة. اتُهمت بمحاولة القتل، والاعتداء، وحيازة سلاح غير مرخص. شُخِصت إصابتها بفصام بارانويدي، واعترفت بالذنب في «الاعتداء المتهور بقصد الأذى»، وقضت عقوبة بالسجن لمدة ثلاث سنوات، بما في ذلك العلاج في مستشفى الأمراض النفسية. بعد الإفراج عنها، واصلت الترويج لكتابها بيان سكام. توفيت في عام 1988 بذات الرئة في سان فرانسيسكو.

## مدينة نيويورك وفاكتوري

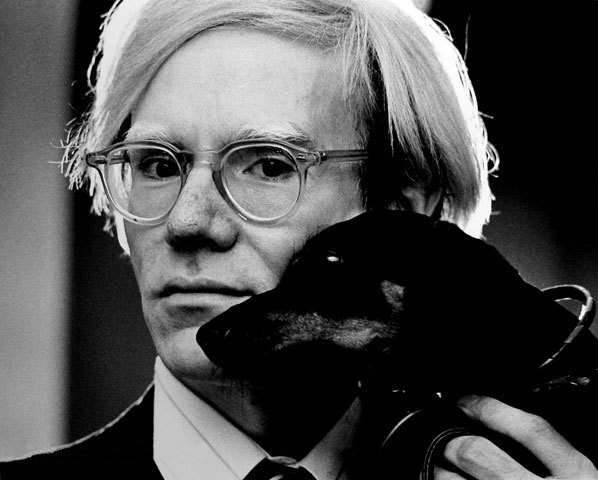
آندي وارهول، أحد ضحاياها.

انتقلت سولاناس إلى مدينة نيويورك في منتصف ستينيات القرن العشرين، وأعانت نفسها عن طريق التسول والدعارة. كتبت في عام 1965 عملين أحدهما سيرة ذاتية على شكل قصة قصيرة بعنوان «دليل الفتاة الصغيرة لحضور صف الترفيه»، ومسرحية «داخل مؤخرتك» عن عاهرة شابة. ووفقًا لجيمس مارتن هاردينغ، فإن حبكة المسرحية  تحكي عن امرأة محتالة ومتسولة تعادي الرجال وتنتهي بقتل أحدهم. وصف هاردينغ المسرحية بأنها «استفزاز أكثر من... عمل أدبي درامي» و «بالأحرى عمل مراهق ومختلق». نُشرت القصة القصيرة في مجلة كافلير في يوليو 1966. لم تنشر مسرحية داخل مؤخرتك حتى عام 2014.
صادفت سولاناس آندي وارهول في عام 1967 خارج الاستديو الخاص به، ذا فاكتوري، وطلبت منه إنتاج مسرحيتها. قَبِل النص للمراجعة، وأخبر سولاناس أنه «مطبوع بشكل جيد»، ووعد بقراءته. وفقًا لصيت فاكتوري، اعتقد وارهول، الذي أوقفت الشرطة أفلامه غالبًا بسبب الفحش، أن النص كان فخًا من الشرطةً لأنه كان إباحيًا جدًا. اتصلت سولاناس بوارهول حول النص، وأخبره أنه أضاعه. عرض عليها مازحًا العمل على الآلة الكاتبة في فاكتوري. شعرت سولاناس بالإهانة، وطالبت بالمال لنسختها المفقودة. بدلاً من ذلك، دفع وارهول لها 25 دولارًا لتظهر في فيلمه الأول، آي، مان.
في دورها في فيلم آي، مان، تترك شخصية الفيلم الرئيسية (التي مثلها توم بيكر) ليتدبر نفسه، موضحةً «يجب أن أذهب وأداعب نفسي» أثناء خروجها من المشهد. كانت سولاناس راضية عن تجربتها في العمل مع وارهول وأدائها في الفيلم، وأحضرت موريس غيرودياس لمشاهدة الفيلم. وصفها غيرودياس بأنها «مرتاحة للغاية وودودة مع وارهول». أدت سولاناس أيضًا دورًا صامتًا في فيلم بايكبوي لوارهول عام 1967.

### بيان سكام
نشرت سولاناس ذاتيًا أفضل أعمالها المعروفة في عام 1967، بيان سكام، وهو نقد لاذع للثقافة الأبوية. الكلمات الافتتاحية للبيان هي:
«الحياة» في هذا «المجتمع»، في أفضل الأحوال، مملة بشكل مطلق وليس فيها أي جانب من جوانب «المجتمع» له صلة بالمرأة على الإطلاق، ويبقى هناك نساء ذوات عقلية مدنية، ومسؤولات، ويسيعن للإثارة لمجرد الإطاحة بالحكومة، وإلغاء نظام المال، وإنشاء أتمتة كاملة، والقضاء على الجنس الذكوري.
زعم بعض المؤلفين أن البيان هو محاكاة للنظام الأبوي وعمل ساخر، ووفقًا لهاردينغ، وصفت سولاناس نفسها بأنها «داعية اجتماعية»، ولكن سولاناس نفت أن يكون العمل «خدعةً» وأصرت على أن نيتها كانت «جادة للغاية». تُرجِم البيان إلى أكثر من اثنتي عشرة لغة، واقتبست منه العديد من المختارات النسوية.
أثناء إقامتها في فندق تشيلسي، قدمت سولاناس نفسها إلى موريس غيرودياس، مؤسس أولمبيا برس وزميل مقيم في الفندق. وقع غيرودياس وسولاناس عقدًا غير رسمي في أغسطس 1967، نص على أن تعطي غيرودياس «كتابها التالي، وكتاباتها الأخرى». دفع غيرودياس لها 500 دولار في المقابل. فهمت أن أعمالها مَلكها غيرودياس. أخبرت بول موريسي أن «كل ما أكتبه سيكون له. لقد فعل هذا بي... لقد غدر بي!» اعتزمت سولاناس كتابة رواية تستند إلى بيان سكام، واعتقدت أن هناك مؤامرة وراء تخلف وارهول عن إعادة نص داخل مؤخرتك. اشتبهت في أنه نسق مع غيرودياس لسرقة عملها. 

### إطلاق النار
ذهبت سولاناس إلى الكاتب بول كراسنر في 31 مايو عام 1968 لتطلب منه 50 دولارًا، وأقرضها ما طلبت. تكهن كراسنر لاحقًا أنه كان بوسع سولاناس استخدام المال لشراء المسدس الذي استخدمته لإطلاق النار على وارهول، إذ كان إطلاق النار بعد ثلاثة أيام فقط.
وفقًا لمصدر غير متداول في كتاب الكتاب المقدس المحرم للأدب الأمريكي، وصلت سولاناس في 3 يونيو 1968، في الساعة 9:00 صباحًا، إلى فندق تشيلسي، حيث عاش غيرودياس. سألت عنه في المكتب ولكن قيل لها أنه ذهب في عطلة نهاية الأسبوع. بقيت ثلاث ساعات قبل أن تتوجه إلى غروف برس، وهناك سألت عن بارني روسي، الذي لم يكن متاحًا أيضًا.
قالت بريان فاس في السيرة الذاتية لفاليري سولاناس عام 2014، أنه من غير المحتمل أن تظهر سولاناس في فندق تشيلسي باحثةً عن غيرودياس. صرحت فاس أن غيرودياس ربما لفق القصة من أجل زيادة مبيعات بيان سكام، الذي نشره. تقول فاس إن «القصة الأكثر احتمالًا... تواجد فاليري في استوديو التمثيل في 432 غرب الشارع الرابع والأربعين في وقت مبكر من ذلك الصباح». تقول الممثلة سيلفيا مايلز أن سولاناس ظهرت في استوديو التمثيل باحثةً عن لي ستراسبرغ، وطلبت أن تترك مسرحيتها له. قالت مايلز إن سولاناس «كان لها مظهر مختلف، شعرها أشعث قليلًا، مثل شخص آخر ما يهمه مظهره». أخبرت مايلز سولاناس أن ستراسبرغ لن يكون هناك حتى بعد الظهر. قالت مايلز إنها قبلت نسخة المسرحية من سولاناس ثم «أغلقتُ الباب لأنني عرفتُ أنها مضطربة. لم أكن أعرف أي نوع من الاضطرابات، لكنني كنت أعلم أنها كانت مضطربة».

## روابط خارجية
- فاليري سولاناس على موقع IMDb (الإنجليزية)
- فاليري سولاناس على موقع الموسوعة البريطانية (الإنجليزية)
- فاليري سولاناس على موقع إن إن دي بي (الإنجليزية)
- فاليري سولاناس على موقع ديسكوغز (الإنجليزية)
- فاليري سولاناس على موقع قاعدة بيانات الفيلم (الإنجليزية)